# Exposició pública d'un quadre
Exposició pública d'un quadre és un quadre de Joan Ferrer Miró pintat cap a 1888 que actualment forma part de la col·lecció permanent del Museu Nacional d'Art de Catalunya.
Pintor destacat de l'època de la Restauració borbònica, Joan Ferrer Miró es va formar en la tradició local de la seva ciutat nadiua, des d'on es va traslladar, uns anys més tard, a Barcelona, on va completar el procés d'aprenentatge a la popular acadèmia de Pere Borrell del Caso i a l'escola de Llotja. Des del 1879, en tornar d'una llarga estada al recent constituït Regne d'Itàlia, Ferrer Miró va transformar el seu estil: va adoptar una paleta més lluminosa i va conrear una temàtica costumista. De retorn a Barcelona, el pintor va acceptar les exigències d'una clientela àvida de manifestacions artístiques preciosistes que reflectissin els hàbits de l'emergent burgesia de l'època, sorgida en un moment de gran creixement econòmic. De fet, les seves produccions van recollir el moment d'eufòria econòmica que va viure Barcelona durant el període històric conegut com la Febre d'Or.
Presentada a l'Exposició Universal del 1888, aquesta pintura, que va ser premiada amb una Medalla d'Or, representa un grup de persones que contemplen un quadre exposat a l'aparador d'una botiga dedicada al comerç de reproduccions de dibuixos i pintures, la futura galeria o sala d'art. En definitiva, i com és característic de l'anecdotisme, Ferrer Miró plasma una realitat amable i generalment cosmopolita en la qual es descriu minuciosament un assumpte que deixa poc marge a la imaginació de l'espectador. De fet, l'èxit obtingut per l'obra va determinar que el pintor en fes una segona versió pràcticament idèntica.